# Eastman School of Music

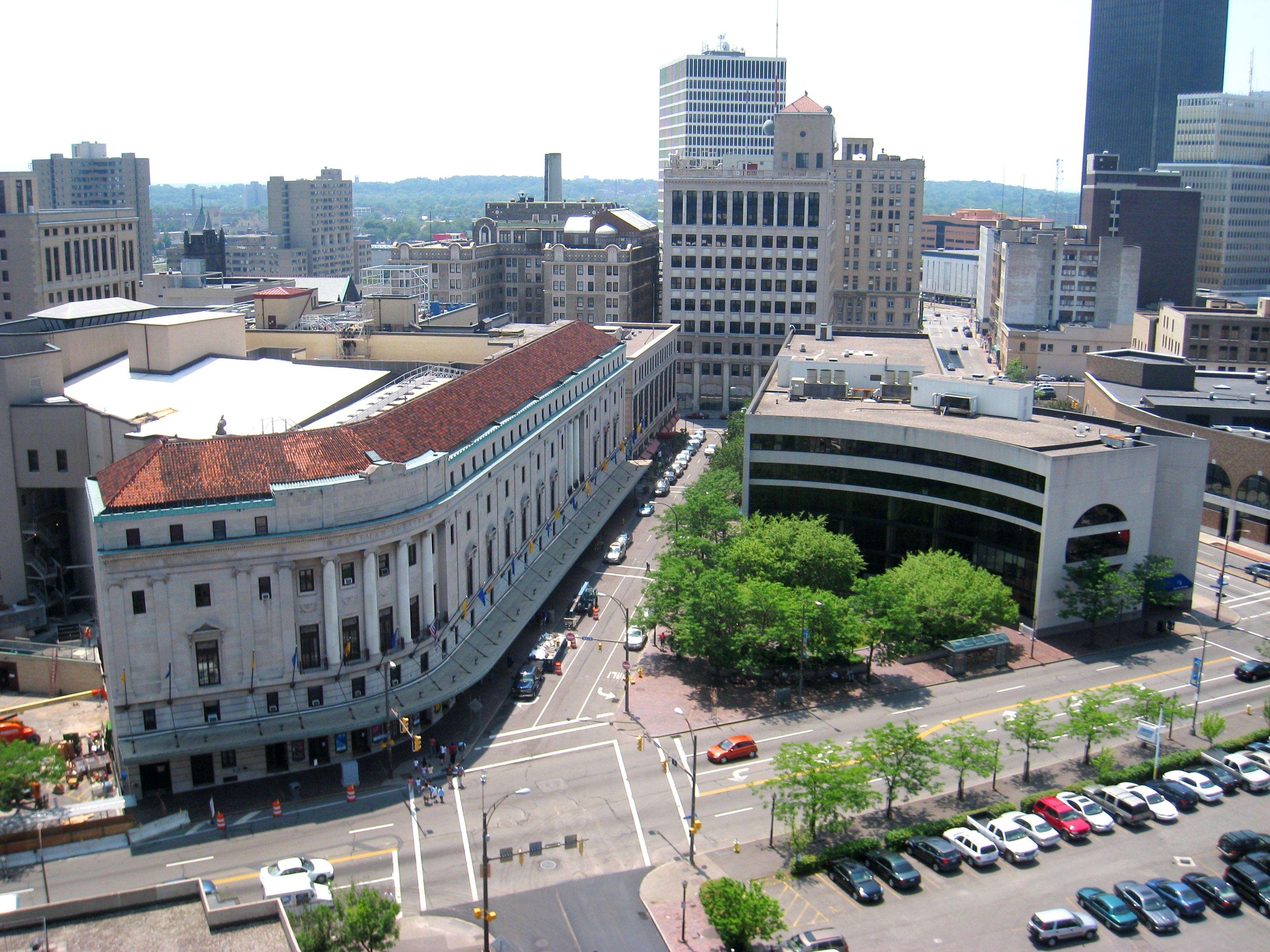
Eastman School of Music

Die Eastman School of Music of the University of Rochester, meist als Eastman School of Music bezeichnet (abgekürzt ESM), ist ein College und Musikhochschule an der University of Rochester in Rochester (New York). Sie wurde 1921 von George Eastman gegründet und gilt als eine der führenden Musikhochschulen der Welt, ihre Absolventen finden sich in zahlreichen professionellen Ensembles.

## Geschichte
Die ESM wurde 1921 von dem in Rochester lebenden Musikliebhaber, Philanthropen und Begründer der Firma Eastman Kodak, George Eastman, gegründet. Die ersten Mitglieder der Fakultät kamen alle aus Europa, darunter zum Beispiel der französische Pianist Pierre Augieras, der die erste Unterrichtsstunde gab und der in Deutschland geborene Pianist Max Landow. Der in Holland geborene Adelin Fermin unterrichtete Gesang, Thomas H. Yorke Trotter kam von der Royal Academy aus London. Weitere Mitglieder waren der französische Organist Joseph Bonnet, der norwegische Komponist Christian Sinding (obwohl George Eastman statt diesem lieber Jean Sibelius verpflichtet hätte) sowie der Regisseur Rouben Mamoulian aus Armenien und der schottische Pianist Frederic Lamond. Aus Russland kamen die Geiger Vladimir Resnikoff und Samuel Belov, der Cellist Joseph Press sowie der Tenor Vladimir Rosing.
Alf Klingenberg, ein norwegischer Pianist von Rang, war der erste Direktor der Eastman School. 1924 folgte ihm der Komponist Howard Hanson nach. Hanson blieb über mehrere Jahrzehnte in dieser Position, war von wesentlicher Bedeutung für die Entwicklung der Eastman School, und engagierte sich auch nach seiner Pensionierung weiterhin für sie.
Die Eastman School umfasst Teile von fünf Gebäuden im Zentrum von Rochester. Im Hauptgebäude befindet sich das renovierte Eastman Theater mit 3094 Sitzplätzen, die Kilbourn Hall mit 455 Plätzen sowie Büros der Fakultäten.
Die zugehörige Sibley Music Library, die größte akademische Musikbibliothek Nordamerikas, liegt auf der Straßenseite gegenüber dem Hauptgebäude. Hiram Watson Sibley, der erste Präsident der Western Union, gründete die Bibliothek 1904. 1989 zog sie zu ihrem gegenwärtigen Standort um, und belegt rund 4000 m² in den Etagen 2, 3 und 4 des Miller Centers (früher Eastman Place genannt). Die Sibley Music Library ist die größte private Musiksammlung Amerikas und beherbergt gegenwärtig fast 750.000 Objekte, beginnend bei Codices aus dem 11. Jahrhundert, bis hin zu neuesten Kompositionen und Aufnahmen. Zu den bedeutendsten Objekten der Sammlung zählen die Originalentwürfe von Debussys La Mer.
Derzeit studieren etwa 800 Personen an der Eastman School (500 Studenten, 300 Graduierte). Der Lehrkörper umfasst etwa 150 Mitglieder.
Die Eastman School beherbergt mehrere bekannte Ensembles, etwa das Eastman Wind Ensemble, das 1952 von dem Eastman-Absolventen Frederick Fennell gegründet wurde.

## Bekannte Lehrende (Auswahl)
- Leonardo De Lorenzo (1875–1962), italienischer Flötist, Komponist und Hochschullehrer
- Bernhard Kaun (1899–1980), deutsch-amerikanischer Komponist, 1925 bis 1928
- Walter Hendl (1917–2007), amerikanischer Dirigent und Pianist, 1964 bis 1972
- Alfred Mann (1917–2006), deutsch-amerikanischer Musikwissenschaftler, 1980 bis 1987
- Edwin McArthur (1907–1987), US-amerikanischer Dirigent, Pianist und Komponist, 1967 bis 1972
- Carroll Glenn (1918–1983), US-amerikanische Violinistin, 1964 bis 1975
- Mendi Rodan (1929–2009), israelischer Violinist und Dirigent, 1999 bis 2002
- Ron Carter (* 1937), US-amerikanischer Jazz-Bassist, Cellist und Komponist
- Kerala J. Snyder (* 1936), US-amerikanische Musikwissenschaftlerin und Organistin
- Ralph P. Locke (* 1949), US-amerikanischer Musikwissenschaftler
- Edoardo Bellotti (1957–2025), italienischer Organist und Cembalist

## Bekannte Absolventen (Auswahl)
- Frank Anthony Ames, erster Schlagzeuger, National Symphony Orchestra
- Dominick Argento (1927–2019), Komponist
- Nicholson Baker (* 1957), Schriftsteller
- Kristian Bezuidenhout (* 1979), Pianist
- Roger Bobo (1938–2023), Tubist
- Jason Robert Brown (* 1970), Komponist und Pianist, Gewinner des Tony-Award
- Ron Carter (* 1937), Jazzmusiker
- Chuck Daellenbach (* 1945), Tubist und Gründer der Canadian Brass
- Michael Davis, Jazzmusiker
- Doreen DeFeis, Sopranistin
- David Diamond (1915–2005), Komponist
- Heidi Emmert (* 1966), Organistin und Hochschullehrerin
- Eric Ewazen (* 1954), Komponist
- John Fedchock (* 1957), Jazzposaunist und Bigband-Leader
- Frederick Fennell (1914–2004), Dirigent
- Renée Fleming (* 1959), Sopranistin
- Steve Gadd (* 1945), Jazzmusiker
- Raymond Gniewek (1931–2021), Geiger
- Karen Griebling, Komponistin und Bratschistin
- Roland Hanna (1932–2002), Jazzpianist
- Scott Hartman, Posaunist
- Don Harwood, Bassposaunist, New York Philharmonic
- Jon Hassell (1937–2021), Komponist und Improvisator
- Scott Healy, Keyboardspieler der Conan O’Brien Show
- Karen Holvik, Sopranistin
- Donald Hunsberger (1932–2023), Dirigent
- Michael Isaacson, Komponist
- Katrina Krimsky (* 1938), Pianistin und Komponistin
- Joseph Locke, Jazzschlagzeuger
- Francis MacBeth, Komponist
- Chuck Mangione (1940–2025), Jazzmusiker
- Christopher Martin, Erster Trompeter der Chicago Symphony
- Heidi Melton (* 1981), Sopran
- Mitch Miller (1911–2010), Plattenproduzent
- Robert Morris, Komponist und Theoretiker
- Joseph Pehrson (1950–2020), Komponist und Pianist
- Jim Pugh (* 1950), Posaunist
- Bill Reichenbach junior (* 1949), Hollywood-Posaunist
- Ralph Sauer (* 1928), Erster Posaunist, Los Angeles Philharmonic
- Maria Schneider (* 1960), Komponistin und Bigband-Leaderin, Gewinnerin eines Grammy
- William Sharp, Bariton
- Christian Sinding (1856–1941), norwegischer Komponist und Lehrer bei Eastman
- Kenneth Spencer (1911–1964), Bass, Bariton, Schauspieler
- Lew Soloff (1944–2015), Jazztrompeter
- Tim Stodd, Schlagzeuger
- Charles Strouse (1928–2025), Komponist
- Carole Terry (* 1948), Organistin und Hochschullehrerin
- Chris Theofanidis, Komponist
- Warren Thew (1927–1984), Pianist, Komponist
- Michael Torke (* 1961), Komponist
- Jeff Tyzik (Principal Pops-Dirigent des Rochester Philharmonic Orchestra)
- Lewis Van Haney, Bassposaunist
- Mark Volpe, Managing Director des Boston Symphony Orchestra
- Robert Ward (1917–2013), Opernkomponist
- William Warfield (1920–2002), Bariton
- Walt Weiskopf (* 1959), Jazzmusiker
- Alec Wilder (1907–1980), Komponist
- Clifton Williams (1923–1976), Komponist
- Pieter Wispelwey (* 1962), Barock-Cellist
- Steve Witzer, Erster Posaunist, Cleveland Orchestra
- Richard Woitach, Dirigent und Pianist († 2020)